# Oligometra
Genre
Oligometra est un genre de crinoïdes de la famille des Colobometridae.

## Description et caractéristiques
Ces comatules sont équipées de strictement dix bras (sans compter la prédation éventuelle). Les cirrhes ont des côtes transverses aborales, la première pinnule interne présente ou pas, la seconde élargie et droite, prismatique, avec le bout distal des pinnulaires en forme de larges épines,. 

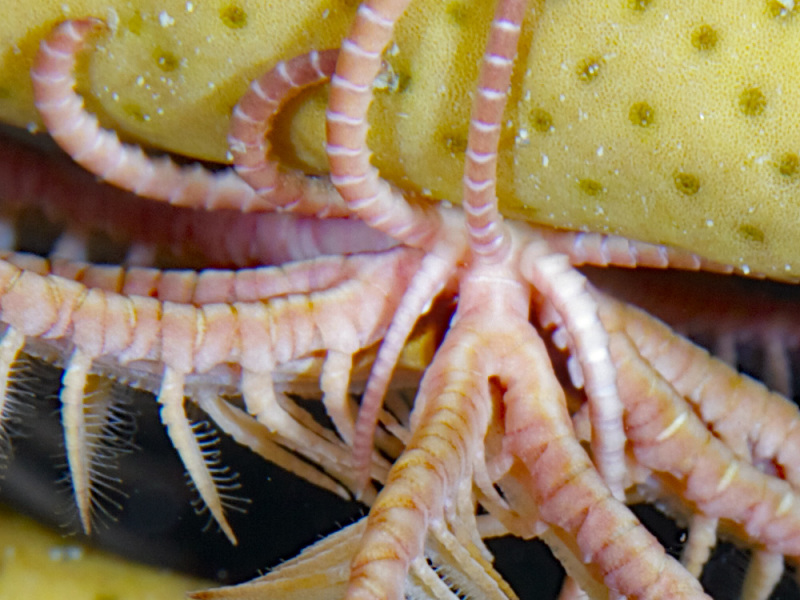
Gros-plan sur les cirrhes d'une Oligometra serripinna.

## Liste des espèces
Selon World Register of Marine Species (24 novembre 2014) :
- Oligometra carpenteri (Bell, 1884) -- Pacifique ouest (Indonésie, Australie…)
- Oligometra serripinna (Carpenter, 1881) -- Océan Indien et Pacifique ouest

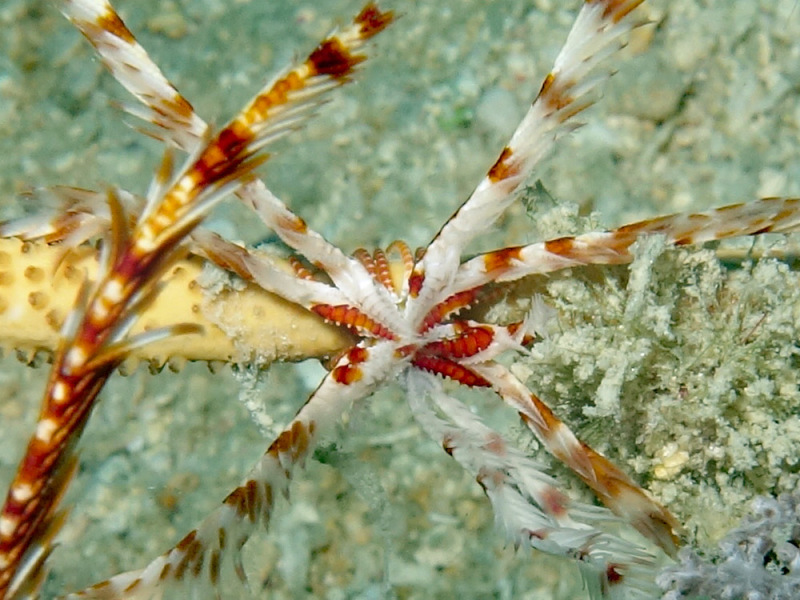
Oligometra carpenteri
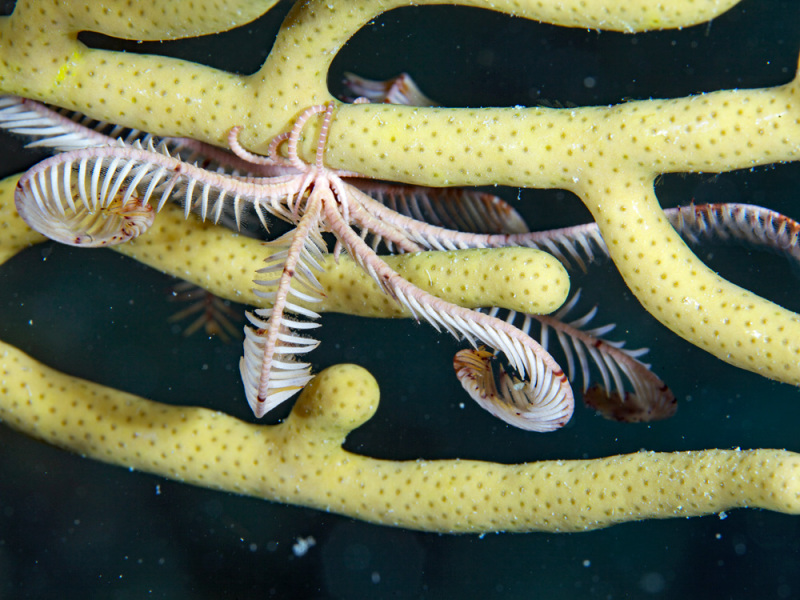
Oligometra serripinna